# Rhabditida
Rhabditida è un ordine di nematodi, per la maggior parte a vita libera.
Vivono in suoli ricchi di sostanza organica, dove si nutrono dei batteri decompositori.
I generi ivi inclusi sono, tra gli altri:
- Bursilla
- Caenorhabditis - C. elegans e C. briggsae hanno avuto il genoma sequenziato.
- Cruznema
- Heterorhabditis
- Panagrellus, che include Panagrellus redivivus
- Pelodera
- Philometra
- Rhabditis
- Steinernema
- Strongyloides